# Panjwai
Panjwai, aussi orthographié Panjwaye, Panjwaii, Panjwayi et Panjwa'i, est un district situé dans la province de Kandahâr en Afghanistan. Il est connu comme étant le lieu de naissance du mouvement Taliban. Le district est contigu à la province d'Helmand au sud-ouest ainsi qu'aux districts de Maywand à l'ouest, de Khakrez au nord, de Reg au sud ainsi que d'Arghandab, de Daman et de Kandahâr à l'est. La population y était de 77 200 habitants en 2006. Son centre administratif est Bazar-e Panjwai.

## Personnalité liée au district
- Haibatullah Akhundzada (1961-), dirigeant suprême d'Afghanistan depuis 2021.

## Annexe